# Rollmops

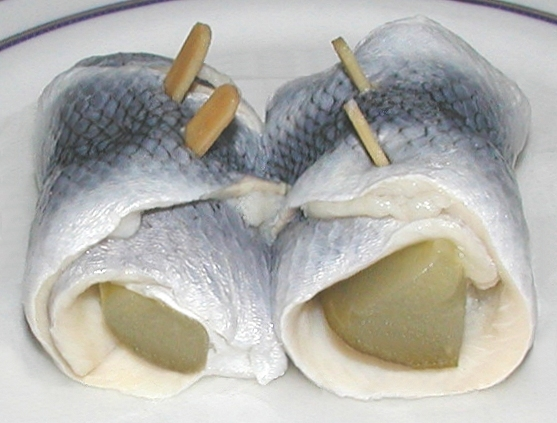
Rollmöpse

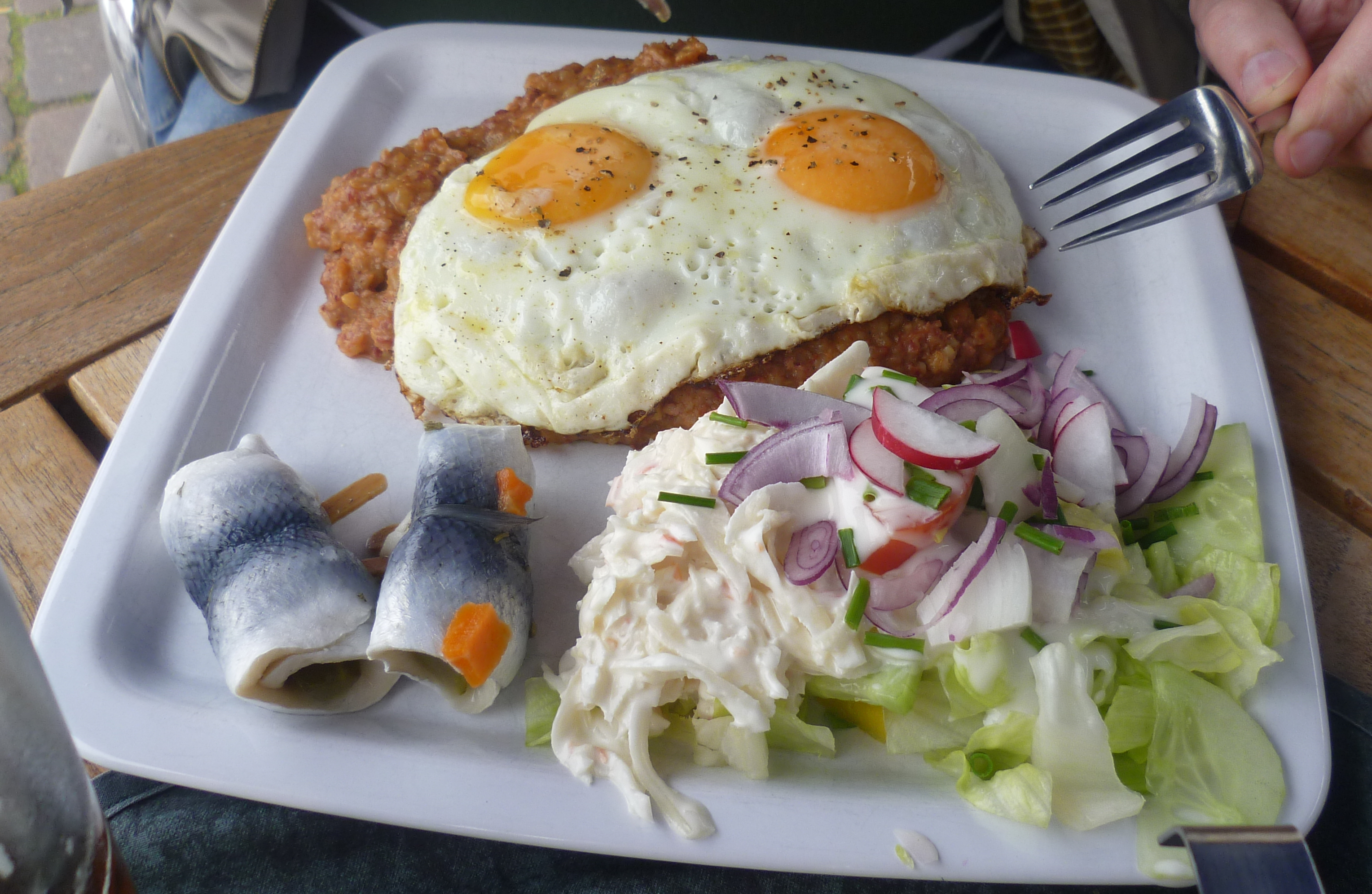
Labskaus mit Rollmöpsen und Spiegeleiern

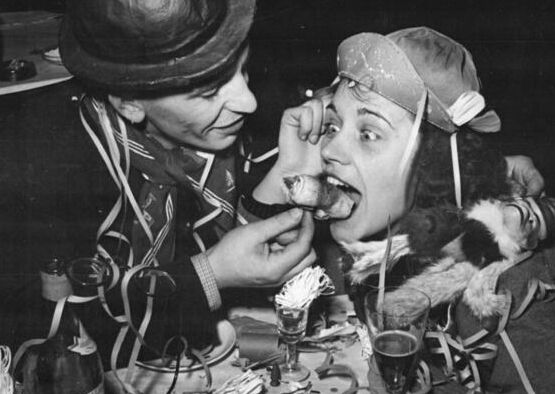
Neujahr 1950

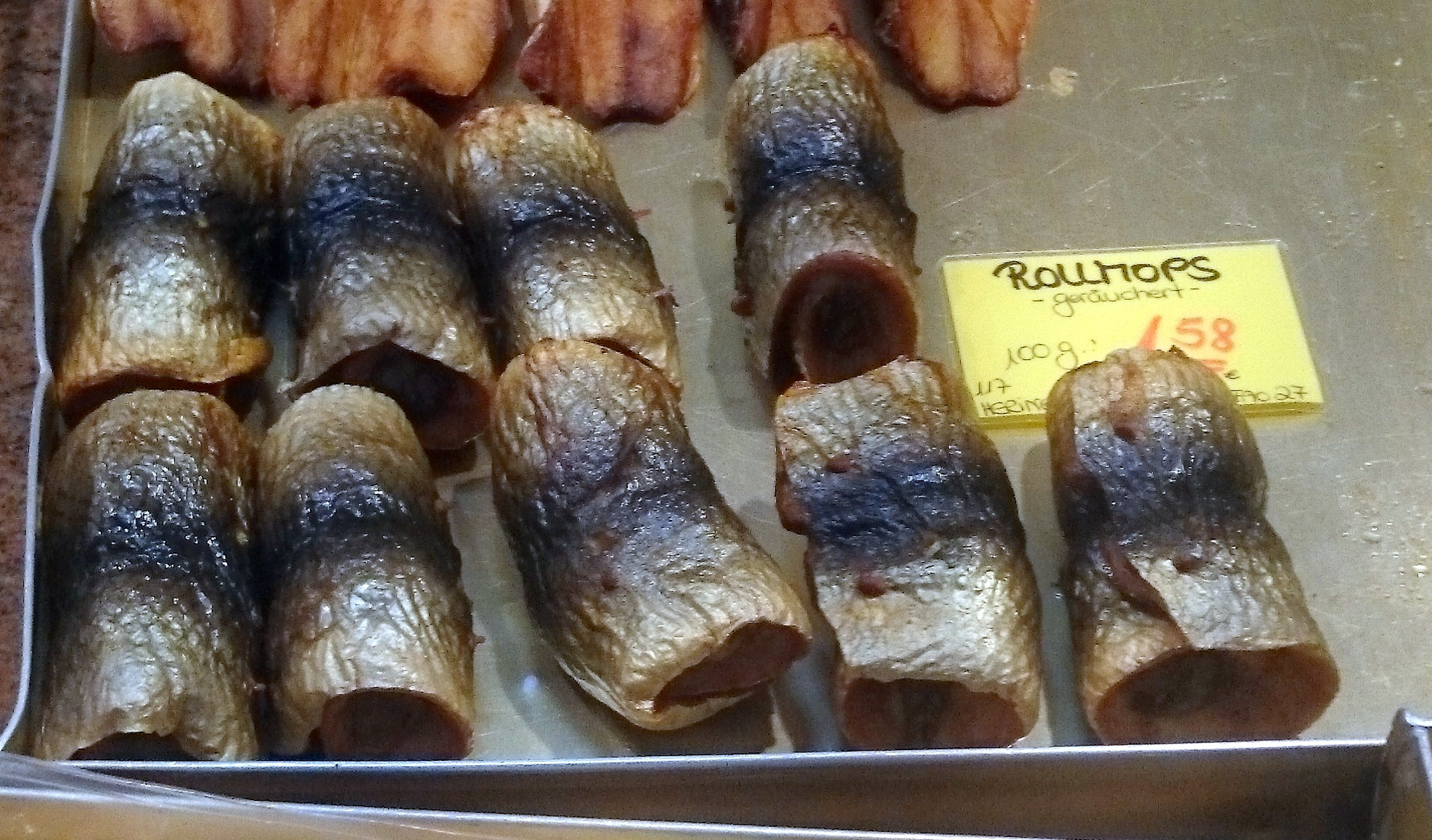
Rollmops geräuchert

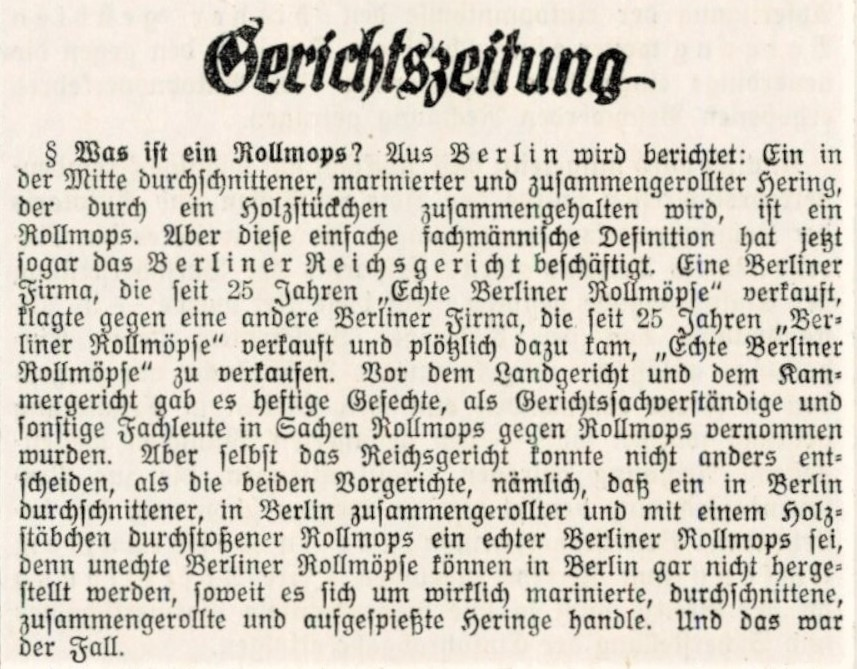
Was ist ein Rollmops?, Zeitungsmeldung über eine Gerichtsverhandlung 1931 in Berlin

Als Rollmops (in Österreich Gabelroller) bezeichnet man einen Heringslappen (oder Heringsfilet), in den eine Füllung eingerollt und der mit einem Stäbchen aus Holz oder aus Kunststoff gespießt wird. Die darin eingerollte Füllung besteht meist aus pflanzlichen Beigaben wie Gurken, Zwiebeln, Gewürzen und übersteigt nicht 20 Prozent des Rollmopsgewichtes.
Der Heringslappen ist mit zwei kleinen spitzen Holzstäbchen gespickt, um ein vorzeitiges Entrollen beim Transport zu vermeiden. Die Holzstäbchen dienen zum Festhalten des Fingerfoods und werden vor dem Verzehr entfernt. Rollmöpse werden in der Regel nicht mit Besteck gegessen, sondern mit einer der offenen (Gurken-)Seiten voran in den Mund gesteckt. Sie gelten als traditioneller Bestandteil des Katerfrühstücks; oft werden sie zu Labskaus serviert.

## Herstellung
Der Heringslappen ist ein entgräteter und von Flossen (außer der Rückenflosse) befreiter Hering, der noch am Rücken zusammenhängt, was ein Filet pro Hering ergibt. Im Unterschied dazu ist ein Heringsfilet ein filetierter und enthäuteter, von allen Flossen befreiter Hering mit zwei Filets pro Hering. Vor dem Rollen wird der marinierte Heringslappen Sauerlappen genannt. Die gleichen Bezeichnungen gelten sinngemäß auch bei der Makrele.
Folgende Zubereitungsarten für Rollmöpse sind üblich:

### Als Kochmarinade
- Rollmops bezeichnet einen in Essig und Salz eingelegten Heringslappen. Die von Kopf, Flossen (mit Ausnahme der Rückenflosse), Gräten und Innereien befreiten Heringslappen werden dazu 35 Tage in einer Lake aus Essig und Salz als saure Marinade eingelegt; Das Innere der Rolle wird üblicherweise mit einem Stück saurer oder Gewürzgurke und manchmal Zwiebel gefüllt. Alternativ wird Weißkrautsalat oder Sauerkraut verwendet.
- Gabelrollmops: mundgerechter Rollmops mit oder ohne Haut, aus einer Heringshälfte oder einem Heringsstreifen oder einem Filet eines Kleinherings hergestellt;
- Teufelsroller nennt man in Österreich einen in pikant-scharfer Tomatensauce eingelegten Rollmops

### Als Räucherware
Räucherrollmops: aus heißgeräuchertem Heringsfilet gerollt, mit pflanzlichen Beigaben;

### Als Bratfischware
Bratrollmops: als Bratfischware, aus ausgenommenem, entgrätetem Hering ohne Kopf und Schwanzflosse hergestellt, mit darin eingerollten pflanzlichen Beigaben und Gewürzen;

### Als Kochfischware
Rollmops in Gelee: als Kochfischware aus Heringsfilet, mit darin eingerollten Gewürzen und pflanzlichen Beigaben;
Speckrollmops in Gelee: wie Rollmops in Gelee. Ein Teil der Einlage ist durch Speck ersetzt.

## Ursprung
Ihren Ursprung hat die Speise in der ersten Hälfte des 19. Jahrhunderts, als man in der Biedermeier-Zeit Form und Aussehen des Rollmopses mit der Form der Hunderasse Mops assoziierte.
Rollmops gilt als Spezialität der Berliner Küche und soll in Berlin entstanden sein, ebenso der Begriff. Zur allgemeinen Verbreitung des Rollmopses in der deutschen Küche trug wesentlich das im Entstehen begriffene Ferneisenbahnnetz bei, das es ermöglichte, von Nord- und Ostseeküste in Holzfässern sauer eingelegte Fische ins Binnenland zu transportieren. Rollmöpse waren traditionellerweise Inhalt der sogenannten Hungertürme in Alt-Berliner Kneipen.

## Weitere Bedeutungen
- Beim Skat bezeichnen Wollkopf, Rollmops oder bunter Hund ein Blatt mit zwei Buben und zwei Karten jeder Farbe.
- Mit der Speise wurde auch der Begriff Rollmops von zahlreichen anderen Kulturen aus dem Deutschen übernommen, so zum Beispiel von Spanien, Frankreich, Russland, den Niederlanden, Norwegen und allen englischsprachigen Ländern, wo der Gabelbissen aber bereits teilweise auf regional veränderte Weise zubereitet wird.
- Rollmops ist ein Lied der Rentnerband von 1975.